# Милк (река)
Вижте пояснителната страница за други значения на Милк.
Милк (на английски: Milk River – Млечна река) е река в Южна Канада, провинция Албърта и в САЩ, щата Монтана, ляв приток на река Мисури, от системата на река Мисисипи.
Нейната дължина е 1005 км, като част от горното ѝ течение е в Канада, най-южната част на провинция Албърта.

## Географска характеристика

### Извор, течение, устие
Река Милк се образува на 34 км северозападно от град Браунинг (северозападната част на щата Монтана) от сливането на реките Мидъл Форк Милк (32 км) и Саут Форк Милк (48 км), водещи началото си от Скалистите планини — национален парк „Глейшър“. В началото реката тече на североизток, пресича границата и навлиза в канадска територия (най-южната част на провинция Албърта). След като приеме отляво притока си река Норт Форк Милк, завива на изток, преминава през градчето Милк Ривър и провинциалния парк „Райтинг-Он-Стоун“ и продължава отново в източна посока.
На около 111° з.д. завива на югоизток и на 49°00′00″ с. ш. 110°32′36″ з. д. / 49° с. ш. 110.543333° з. д. отново се завръща на територията на щата Монтана, като преминава през язовира „Фресно“ (там завива на изток) и през градовете Хавър, Шинук и Малта. При град Малта рязко завива на север, а след около 40 км на югоизток и приема отляво най-големия си приток река Френчман. След това преминава през град Глазгоу и на 36 км след малкото градче Нашуа се влива отляво в река Мисури на 617 м н.в.

### Водосборен басейн, притоци
Площта на водосборния басейн на реката е 61 642 km2, от които в Канада са 21 442 km2, а в САЩ 40 200 km2. Водосборният басейн на Милк представлява 4,5% от водосборния басейн на река Мисури. Басейнът ѝ обхваща части от две канадски провинции — Албърта (най-южната част) и Саскачеван (югозападната част) и северната част на американския щат Монтана.
Основните притоци на река Милк са:
- → Норт Форк Милк
- ← Сейдж Крийк
- → Лодж Крийк
- → Батъл Крийк
- ← Снейк Крийк
- ← Пийпълс
- → Котънуд
- → Уайтуотър
- → Френчман
- ← Бивър Крийк
- ← Рок Крийк
- ← Уилоу Крийк
- → Поркюпайн

### Хидроложки показатели
Среден многогодишен отток на Милк на 36,5 км от устието, при град Нашуа е 19 m3/s, като максимумът е през месец април – 58 m3/s, а минимумът – през декември и януари – 4 m3/s. Дъждовно-снегово подхранване. От началото на декември до началото на април река Милк замръзва.

## Градове
По-големите населени места по течението на Милк са:
Милк Ривър (81 души), Албърта
Хавър (9310 души), Монтана), най-големия град по течението на реката
Шинук (1203 души), Монтана
Форт Белкнап (1262 души), Монтана
Додсън (122 души), Монтана
Малта (2120 души), Монтана
Глазгоу (3250 души), Монтана
Нашуа (325 души), Монтана

## Откриване на реката
Устието на реката е открито през април 1805 г. от експедицията на Луис и Кларк, които я назовават Млечна река (Milk River) заради мътните ѝ жълто-бели води, приличащи на мляко.
През 1873-1874 г. смесена канадско-американска топографска комисия, възглавявана от канадския гелог и топограф Джордж Доусън, по време на демаркацията на канадско-американската граница извършва детайлно топографско заснемане и картиране на цялото течение на реката.